# 윤지희 (바둑 기사)
윤지희(尹智熙, 1988년 11월 2일 ~ )는 대한민국의 바둑 기사 겸 바둑TV 리포터이다. 남편 최철한도 바둑기사이다.

## 약력
1996년 여류최고위전 꿈나무조, 2001년 서울시장배 여성최강부, 2001년 서울컵 바둑대회 최강부와 한바연 학생바둑대회 최강부 등에서 우승을 차지했다. 2004년 3월, 여자연구생 내신 1위로 입단했다. 2006년 제12기 여류국수전과 2007년 제13기 여류국수전 본선에 각각 진출했고, 2단으로 승단했다.
2009년 제3기 지지옥션배 본선에 진출했고, 비씨카드 Loun.G배 페어바둑에서 우승을 차지했다. 그리고 제8회 정관장배 세계여자바둑최강전 한국대표로 선발되었고 11월에 3단으로 승단했다. 2010년 제16기 GS칼텍스배 본선 진출했다.